# Rudolf Klausnitzer

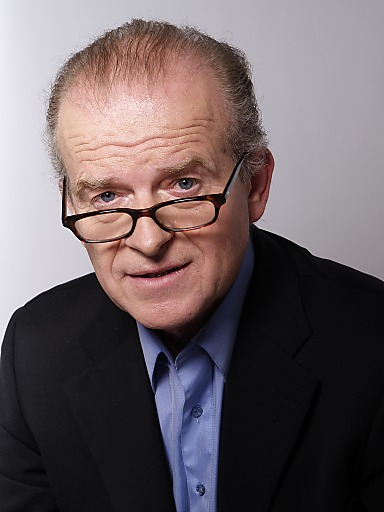
Rudi Klausnitzer (2014)

Rudolf „Rudi“ Klausnitzer (* 22. Jänner 1948 in Piberbach, Oberösterreich) ist ein österreichischer Theaterintendant, Journalist und Kulturmanager.

## Leben
Rudi Klausnitzer besuchte die Schule in Linz und machte 1966 Matura. Danach studierte er bis 1969 an der Universität Salzburg Politikwissenschaften und Publizistik. Ab 1967 war er Mitbegründer des österreichischen Radiosenders Ö3 und erfand dort 1968 die heute mit täglich rund 2,8 Millionen Zuhörern erfolgreichste Sendung Österreichs, den Ö3-Wecker, den er, neben anderen Sendungen, wie beispielsweise „Leute“, auch moderierte. Ab 1968 arbeitete er als freier Journalist im Landesstudio Oberösterreich des Österreichischen Rundfunks.
Von 1972 bis 1974 war er persönlicher Referent des ORF-Generalintendanten Gerd Bacher. Im Landesstudio Salzburg war Klausnitzer von 1976 bis 1978 Leiter der Familienredaktion, wo er u. a. ein wöchentliches Gesundheitsmagazin entwickelte. 1979 wurde ihm die Leitung von Ö3 übertragen.
Mitte der 1980er Jahre ging er als Berater für den Fernsehbereich zur Bertelsmann AG nach Deutschland, wo er insbesondere in der Programmentwicklung für das Abonnement-Fernsehen (Pay-TV) tätig war.
Nachdem Klausnitzer 1986 beim Aufbau des Senders Radio Hamburg mitgearbeitet hatte, wurde er 1987 Geschäftsführer und Programmdirektor von Sat.1. 1989 wechselte er in gleicher Funktion zum Sender Premiere in Hamburg. In den 1990er Jahren saß Klausnitzer in den Beiräten der Fortbildungsseminare der Bertelsmann Stiftung für Journalisten und Medienschaffende.
1992 kehrte er nach Österreich zurück, um die Nachfolge von Peter Weck als Intendant der Vereinigten Bühnen Wien anzutreten. Seine erste Produktion war die deutschsprachige Erstaufführung von Kuss der Spinnenfrau. 1995 folgte die Europapremiere des Disney-Musicals Die Schöne und das Biest. 1997 wurde unter seiner Intendanz der Tanz der Vampire, die Bühnenfassung von Roman Polańskis gleichnamigem Film, uraufgeführt. Zudem war er von 1992 bis 2006 auch Intendant des Theaters an der Wien. Sein Nachfolger in dieser Position wurde Roland Geyer. 
Im Juni 2002 wurde er zum Generaldirektor und Vorsitzenden der Geschäftsführung der Verlagsgruppe News bestellt. Anfang 2006 trat er aus persönlichen Gründen zurück und wechselte in den Beirat. Im August 2006 bewarb er sich um den Posten des ORF-Generaldirektors.
Seit 2007 ist Klausnitzer selbständiger Medienberater und entwickelt mit der familieneigenen, in Wien, Hamburg und München ansässigen dmcgroup Projekte im Bereich Web 2.0 und Social Media sowie Kooperationen mit internationalen Medieneinrichtungen, wie der School of Journalism der Fudan-Universität in Shanghai. 2008 wurde er zum Mitglied des Universitätsrates der Medizinischen Universität Wien berufen.
In seinem Buch Das Ende des Zufalls gibt Klausnitzer in einem populärwissenschaftlichen Stil einen Überblick zu „Big Data“.
Seit 1990 ist Rudi Klausnitzer allgemein beeideter und gerichtlich zertifizierter Sachverständiger für Rundfunk und Fernsehen.
Er ist Mitglied im Vorstand des Kinderhilfswerk Plan International Deutschland.

## Privat
Seit dem 18. Dezember 1981 ist er mit der Journalistin Isabella Klausnitzer verheiratet, mit der er eine Tochter und einen Sohn hat.
Klausnitzer urlaubte im thailändischen Khao Lak, als sich das Seebeben im Indischen Ozean 2004 ereignete. Den darauffolgenden Tsunami überlebten er und seine Familie nur knapp.

## Werke
- Das Ende des Zufalls: Wie Big Data uns und unser Leben vorhersagbar macht. Ecowin, Salzburg 2013, ISBN 978-3-7110-0040-8.

## Auszeichnungen
- 2002: Amadeus-Award in der Kategorie 'Musikpartner des Jahres'
- 2004 Goldenes Ehrenzeichen für Verdienste um das Land Wien
- 2017 Österreichisches Ehrenkreuz für Wissenschaft und Kunst I. Klasse[3]